# Качулька
Качулька — село в Каратузском районе Красноярского края. Административный центр Качульского сельсовета.

## История
Основано в 1800 г. В 1926 году состояло из 418 хозяйств, основное население — русские. Центр Качульского сельсовета Каратузского района Минусинского округа Сибирского края.

## Население
| 1926 | 2010 | 2012 | 2013 | 2014 | 2015 | 2016 |
| ---- | ---- | ---- | ---- | ---- | ---- | ---- |
| 2168 | ↘671 | ↘646 | ↘643 | ↘632 | ↘607 | ↗608 |
| 2017 |      |      |      |      |      |      |
| ↗609 |      |      |      |      |      |      |

## Известные уроженцы, жители
в семье животновода из села Качулька родился Иван Петрович Сафонов — советский овцевод, чабан совхоза «Пламя революции» Тандинского кожууна Тувинской АССР. Заслуженный работник сельского хозяйства РСФСР и Тувинской АССР. Герой Социалистического Труда (1976).